# Dagslys
Dagslys er en kombination af al direkte og indirekte udendørs sollys i dagtiden. Dette omfatter direkte sollys, diffus stråling, og (som oftest) begge disse reflekteret fra Jorden og jordbaserede genstande. Spredt sollys eller reflekteret sollys fra genstande i det ydre rum (dvs. udenfor Jordens atmosfære) bliver generelt ikke opfattet som sollys. Måneskin opfattes aldrig som dagslys, selvom det er "indirekte sollys". Dagtid er den periode af tid hver dag, hvor dagslys forekommer.
| Fysik | Spire Denne artikel om fysik er en spire som bør udbygges. Du er velkommen til at hjælpe Wikipedia ved at udvide den. |